# Robiquetia dentifera
Robiquetia dentifera är en orkidéart som beskrevs av Johannes Jacobus Smith. Robiquetia dentifera ingår i släktet Robiquetia och familjen orkidéer. Inga underarter finns listade i Catalogue of Life.